# スプリング・イズ・ヒア
「スプリング・イズ・ヒア」（英: Spring is Here）は、1938年のポピュラーソング。ミュージカル『私は天使と結婚した』（1938年）のためにリチャード・ロジャースが作曲、ロレンツ・ハートが作詞をし 、そのミュージカルでデニス・キングとヴィヴィエン・シーガルにより披露された。

## 著名な録音
- チェット・ベイカー - ディープ・イン・ア・ドリーム （2002年）
- ジューン・クリスティ ジ・インティメイト・ミス・クリスティ （1963年）
- ジョン・コルトレーン - 『ザ・スターダスト・セッションズ』 （1958年）
- ヴィック・ダモーン - That Towering Feeling! （1956年）
- ビル・エヴァンス - ポートレイト・イン・ジャズ （1959年）
- エラ・フィッツジェラルド - ロジャース&ハート・ソング・ブック （1956年）、30 by Ella （1968年）
- ザ・フォー・フレッシュメン - Love Lost （1959年）
- スザンナ・マッコール - I'll Take Romance （1992年）
- アニタ・オデイ - アニタ・オデイ・アンド・ビリー・メイ・スウィング・ロジャース・アンド・ハート （1960年）
- カーリー・サイモン - 『トーチ』 （1981年）
- ニーナ・シモン - ニーナ・シモン・ウィズ・ストリングス （1966年）
- フランク・シナトラ - オンリー・ザ・ロンリー （1958年）
- ジョー・スタッフォード - As You Desire Me （1952年）
- スプリームス - The Supremes Sing Rodgers & Hart （1967年）
- ラリー・コリエル - Private Concert （1999年）[1]
- ジュリー・アンドリュース エーデルワイス～リチャード・ロジャース作品集（UCCD-7392・2016年）他に収録
- ジュリー・ロンドン 彼女の名はジュリー Vol.2（UCCQ-9597・2021年）他に収録